# Saint-Jean-Mirabel
Saint-Jean-Mirabel är en kommun i departementet Lot i regionen Occitanien i södra Frankrike. Kommunen ligger i kantonen Figeac-Est som tillhör arrondissementet Figeac. År 2022 hade Saint-Jean-Mirabel 309 invånare.

## Befolkningsutveckling
Antalet invånare i kommunen Saint-Jean-Mirabel
| Referens: INSEE |